# Diego Vásquez (calciatore 2000)
Diego Ismael Vásquez (Santiago del Estero, 11 settembre 2000) è un calciatore argentino, attaccante dell'Agropecuario.

## Carriera
Vásquez è cresciuto nel settore giovanile del Central Córdoba (SdE), ha firmato il suo primo contratto professionistico nel giugno del 2021. Ha debuttato in prima squadra il 9 maggio 2023 nell'incontro di Primera División perso 1-0 contro il Sarmiento (J).
Nel gennaio del 2024 è stato ceduto in prestito per una stagione all'Almagro, club della seconda divisione argentina.

## Statistiche

### Presenze e reti nei club
Statistiche aggiornate al 14 aprile 2024.
| Stagione        | Squadra               | Campionato      | Campionato | Campionato | Coppe nazionali | Coppe nazionali | Coppe nazionali | Coppe continentali | Coppe continentali | Coppe continentali | Altre coppe | Altre coppe | Altre coppe | Totale | Totale | Totale |
| Stagione        | Squadra               | Comp            | Pres       | Reti       | Comp            | Pres            | Reti            | Comp               | Pres               | Reti               | Comp        | Pres        | Reti        | Pres   | Reti   |        |
| --------------- | --------------------- | --------------- | ---------- | ---------- | --------------- | --------------- | --------------- | ------------------ | ------------------ | ------------------ | ----------- | ----------- | ----------- | ------ | ------ | ------ |
| 2023            | Central Córdoba (SdE) | PD              | 8          | 0          | CA+CdL          | 1+1             | 0               |                    | -                  | -                  |             | -           | -           | 10     | 0      |        |
| 2024            | Almagro               | PBN             | 10         | 0          | CA              | 0               | 0               |                    | -                  | -                  |             | -           | -           | 10     | 0      |        |
| Totale carriera | Totale carriera       | Totale carriera | 18         | 0          |                 | 2               | 0               |                    | -                  | -                  |             | -           | -           | 20     | 0      |        |